# 南乔治亚和南桑威奇群岛
南乔治亚和南桑威奇群岛（英語：South Georgia and the South Sandwich Islands，缩写为）是英國在大西洋南部的海外屬地。該屬地由一連串既偏遠且荒涼的島嶼組成，包括南佐治亞島和南桑威奇群島。南佐治亞為該屬地的最大島嶼，位於該屬地的西北部，面積約為3592平方公里。而南桑威奇群島則位於南佐治亞東南約700公里，311平方公里。此外，雖然該屬地與福克蘭群島相距約1300公里，但二者在地緣政治上幾乎融為一體，並同樣與阿根廷存在主權爭議。
此地並無長駐人口。現有人口由英國政府官員、英國南極勘測的科學家及後勤員工、郵政職員以及博物館職員所組成，並全數在南佐治亞居住。雖然南桑威奇群島現時無人居住，於1976至1982年間阿根廷曾在此建立科學研究站。
英國自1775年及1985年起即分別對南佐治亞及南桑威奇群島有領土宣稱。此前，這些島嶼原為英國屬地福克蘭群島的一部份，於1985年才設此單獨建制。

## 歷史

### 南喬治亞島
根据英国方面的资料，威廉·丹皮尔在1683年发现该群岛。
1775年库克船长登陸南喬治亞島，並宣称此島為大英帝国的領土及命名為南喬治亞島，以紀念英國國王喬治三世。
1882年，第一個國際極地年的德國探險隊在該島東南側的皇家灣設立了基地。
20世纪初，南乔治亚岛成为了捕鲸业的基地。1904年，挪威人卡尔·安东·拉森在格里特维肯建立了首个陆基捕鲸站和首个永久居住地。该捕鲸站由他旗下的阿根廷渔业公司运营，这家公司也在格里特维肯定居；该站一直运营到1965年。
捕鲸站是依据福克兰群岛总督授予的租约开展运营的。这7个捕鲸站均位于北海岸而为避风的港湾，从西向东分别是：奥拉夫王子港，利斯港，斯特罗姆内斯，哈斯维克，格里特维肯，戈斯楚尔和海洋港。
捕鲸站的提炼车间是工作环境恶劣且危险的地方。20世纪初的一位访客曾将其称为“一个在凡士林里大规模熬煮的停尸房”。蒂姆·弗兰纳里写道，那里“腐烂的蒸汽闻起来就像臭鱼、粪便和鞣革厂的气味混合在一起”，他还提到了一种奇特的危险：“一头腐烂的鲸鱼体内会充满气体直至爆裂，能将一辆汽车大小的鲸胎喷出，其力量足以致命。”
随着捕鲸业的终结，这些捕鲸站被废弃。如今，除了少数保存下来的建筑，如格里特维肯的南乔治亚博物馆和挪威路德教会教堂，只剩下它们腐朽的遗迹。从1905年起，根据英国对该捕鲸站的租约要求，阿根廷气象局一直协助在格里特维肯维持一个气象观测站，这种合作持续到1949年租约条款变更为止。
1908年，英国颁布了进一步的专利证书，为其在南大西洋的属地制定了宪法安排。这些证书涵盖了南乔治亚岛、南奥克尼群岛、南设得兰群岛、南桑威奇群岛以及格拉汉姆地。1917年，英国将领土主张扩展到包括一片直达南极的南极洲区域。1909年，在南乔治亚岛的爱德华国王角建立了行政中心和官邸，靠近格里特维肯的捕鲸站。当地常设的英国行政机构和常驻地方法官对该领土实施有效管辖，执行英国法律，并监管该领土内的所有经济、科学及其他活动，当时该领土被视为福克兰群岛属地进行治理。据一些记载，1912年左右，在格里特维肯捕获了一头长110英尺（34米）的蓝鲸，这是有记录以来捕获的最大鲸鱼。
1916年4月，欧内斯特·沙克尔顿的帝国横贯南极探险队被困在南乔治亚岛西南约800英里（1300公里）的象岛。沙克尔顿和五名同伴乘坐一艘小船出发求援，5月10日，经过一段史诗般的航行后，他们在南乔治亚岛南岸的哈康国王湾登陆。三人留在海岸后，沙克尔顿与另外两人——汤姆·克林和弗兰克·沃斯利继续前行，穿越22英里（35公里）的多山岛屿腹地，抵达斯特罗姆内斯捕鲸站求救。留在象岛的其余22名探险队员随后获救。1922年1月，在后来的一次探险中，沙克尔顿在停泊于南乔治亚岛爱德华国王湾的船上去世，后被安葬在格里特维肯。另一位著名的南极探险家弗兰克·怀尔德的骨灰于2011年被安葬在沙克尔顿旁边，怀尔德曾是沙克尔顿帝国横贯南极探险队的副手。
阿根廷于1927年对南乔治亚岛提出主权主张。这一主张以及1938年对南桑威奇群岛提出的主权主张的依据备受质疑。第二次世界大战期间，英国皇家海军部署了一艘武装商船在南乔治亚岛和南极海域巡逻，以防范德国袭击舰，此外还有两门4英寸口径的岸炮（至今仍在）保护坎伯兰湾和斯特罗姆内斯湾，这些火炮由挪威捕鲸者中的志愿者操作。
1949-1950年，英国南极调查局（1962年前称为福克兰群岛属地调查局）将爱德华国王角的基地扩建为研究设施。
1982年3月19日，一群阿根廷人（其中大多数是穿便服的阿根廷海军陆战队队员）冒充废金属商人，占领了南乔治亚岛利斯港废弃的捕鲸站，这一事件引发了马岛战争。4月3日，阿根廷军队进攻并占领了格里特维肯。阿根廷驻军的指挥官之一是阿尔弗雷多·阿斯蒂斯，他是阿根廷海军上尉，多年后因在阿根廷“肮脏战争”期间犯下反人类罪而被定罪。4月25日，英国军队在“鹦鹉螺行动”中重新夺回了该岛。
1985年，南乔治亚岛和南桑威奇群岛不再作为福克兰群岛属地进行管理，成为一个独立的领地。
目前，爱德华国王角基地在马岛战争后曾成为一个小型军事驻地，2001年恢复民用，现由英国南极调查局运营。

### 南桑威奇群島
庫克船長於1775年發現了南桑威奇群島南部的八個島嶼。1820年，別林斯高晉才確立了它們作為獨立島嶼的地位。北部三島於1819年被別林斯高晉發現。這些島嶼被庫克暫定為“桑威奇之地”。這個名字是為了紀念第四代三明治伯爵約翰·孟塔古，他是海軍部的第一任勳爵。後來添加了“南”一詞，以將它們與現在稱為夏威夷群島的“三明治群島”區分開來。
阿根廷於1938年聲稱擁有南桑威奇群島，並多次挑戰英國在該群島的主權。1955年1月25日至1956年中旬，阿根廷在圖勒島東南海岸的費格森灣維護了夏季站。1976年11月，阿根廷人在南桑威奇偷偷建造了一个小型军事基地。
英國在同年發現該基地的存在，並提出抗議及尝試通過外交手段解決問題，但未成功。直到福克蘭群島戰爭後，該基地於1982年6月20日被拆除。

## 地理

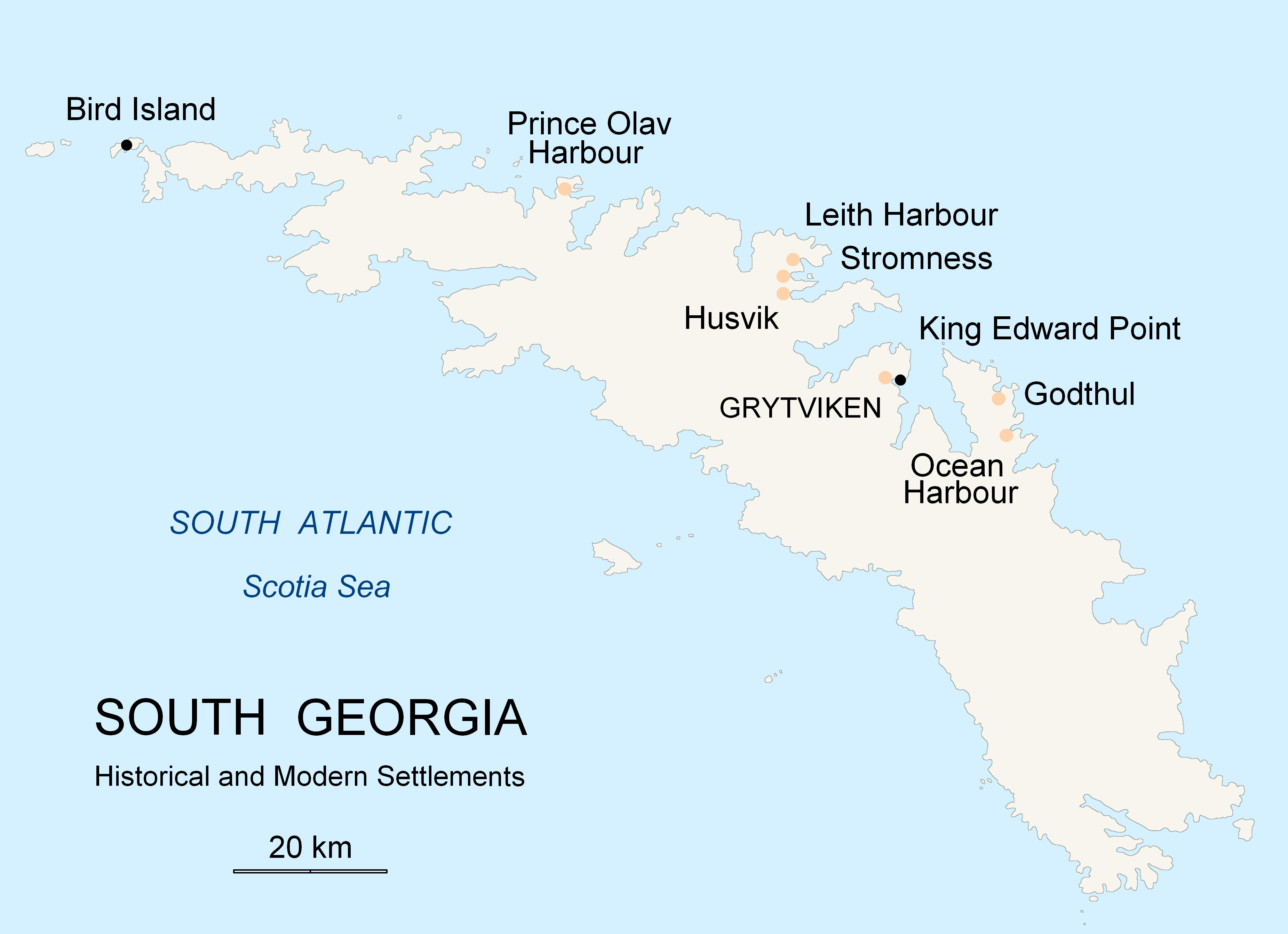
南喬治亞島地理

南喬治亞島和南桑威奇群島是南大西洋的一些島嶼的集合。從海洋陡峭上升的大多數島嶼都是崎岖多山的。這些島嶼永久被冰雪覆蓋。

### 南喬治亞岛
南喬治亞群島位於福克蘭群島東南東南約1,390 km（750 nmi），南緯54°-55°，西緯36-38°。它包括南喬治亞島本身，這是該領土上迄今為止最大的島嶼，以及緊緊圍繞著它的島嶼，以及東西向和東南偏南的一些偏遠和孤立的小島。 它的總土地面積為3756平方公里（1,450平方英里），包括衛星島，但不包括構成獨立島嶼群的南桑威奇群島。
南喬治亞島面積3528平方公里。島上多山，土地大部分是貧瘠的。11座山峰海拔超過2000公尺，山坡上佈滿了充滿冰川的深峽谷；最大的是福圖納冰川。最高峰是阿勒代斯山脈的帕吉特山，海拔2934公尺。
在地質上，該島由片麻岩和泥質片岩組成，偶爾有凝灰岩和其他沉積層，從中可以找到化石。該島是一些更大的陸地的一部分，現在已經消失了，可能是安地斯山脈的前延伸。
南喬治亞島海岸附近的較小島嶼和小島包括：安年科夫島、伯德島、庫珀島、格拉斯島、Jomfruene、皮克斯吉爾群島、威利斯群島、韋爾科姆群島。
另外一些偏遠的岩石也被認為是南喬治亞群的一部分，包括沙格岩、布萊克岩、克拉克岩

### 南桑威奇群岛

南桑威奇群島地理

南桑威奇群島（西班牙語：Islas Sandwich del Sur）包括11個主要是火山島（不包括小衛星島和近海岩石），還有一些活火山。它們形成一個島弧，在東南56°18'-59°27'，26°23'-28°08'W範圍內向南延伸，在東南約350至500英里（300至430海裡；560至800公里）之間南喬治亞南部。
南桑威奇群島的最北端形成特拉韋賽群島和坎德爾默斯群島，而最南端則構成南圖勒群島。三個最大的島嶼——桑德斯島、蒙塔古島和布里斯托爾島 ——位於兩者之間。群島的最高點是蒙塔古島上的貝林達山（1370公尺或4495英尺）。桑德斯島上的第四高峰邁克爾山（990公尺或3248英尺）有一個持續存在的熔岩湖，已知世界上只有八座火山發生。
南桑威奇群島無人居住，但1976年—1982年在圖勒島設立了一個永久性工作人員的阿根廷研究站。自動氣象站位於圖勒島和扎沃多夫斯基。扎沃多夫斯基島的西北部是保護淺灘，一座海底火山。

## 氣候
屬於極地氣候，天氣多變且嚴酷。在柯本氣候分類法中屬於凍原氣候。
南喬治亞島的每日最高氣溫在冬季（8 月）約為0°C（32°F），在夏季（1 月）約為8°C（46.4°F）。冬季最低氣溫通常約為-5 °C (23 °F)，但很少低於-10 °C (14 °F)。南喬治亞島的年降水量約為1500毫米，其中大部分為雨夾雪或雪，全年都有可能出現。內陸地區，夏季的雪線海拔高度約為300 米 。
南桑威奇群島比南喬治亞島更冷，因地理位置更靠南，所以更容易受到來自南極大陸的寒冷爆發的影響。南圖勒島記錄的極端溫度範圍為 -29.8至17.7°C（-21.6至63.9°F）。

## 政府
行政權屬於英國君主，並由專員行使，該職位由福克蘭群島總督擔任。現任專員是艾莉森·布萊克，她於2022年7月23日成為專員。
由於島上沒有永久居民，因此不需要立法委員會和選舉。英國外交、國協及發展事務部(FCDO) 負責管理該領土的外交關係。

## 經濟

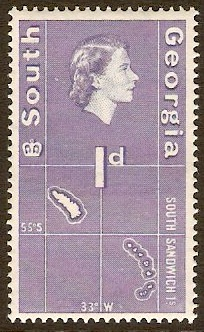
1963年發行的南喬治亞島郵票

南喬治亞島和南桑威奇群島的經濟活動有限。該領土的收入為630萬英鎊，其中80%來自捕魚許可證（2020年數據）。其他收入來源是郵票和硬幣的銷售、旅遊、海關和海港稅。

### 漁業
南喬治亞島和鄰近水域在一年中的幾個月內進行捕魚活動，主要出售小鱗犬牙南極魚、鱈魚和磷蝦的捕魚許可證。捕魚許可證每年帶來數百萬英鎊的收入，其中大部分用於漁業保護和研究。所有漁業均按照《南極海洋生物資源保護公約》（CCAMLR）系統進行監管和管理。

### 旅遊業
近年來，旅遊業已成為更大的收入來源，許多遊輪和帆船遊覽該地區（訪問南喬治亞島的唯一途徑是海上；島上沒有簡易機場）。群島從著陸費和紀念品銷售中獲得收入。遊輪經常將古利德維肯之旅與南極半島之旅結合起來。
遊輪之旅通常從福克蘭群島開始，持續四到六週，讓客人可以參觀南喬治亞島和南桑威奇群島的偏遠港口。前往南喬治亞島的遊輪通常需要在繞島航行之前向愛德華國王角的政府官員報告。

### 郵票
南喬治亞島和南桑威奇群島的郵票提供海外收入的一大來源。合理的發行政策（每年僅發行數套郵票）以及具有吸引力的主題（尤其是鯨魚）使它們受到主題集郵者的歡迎。

### 貨幣
英鎊是群島的法定貨幣。

## 生態

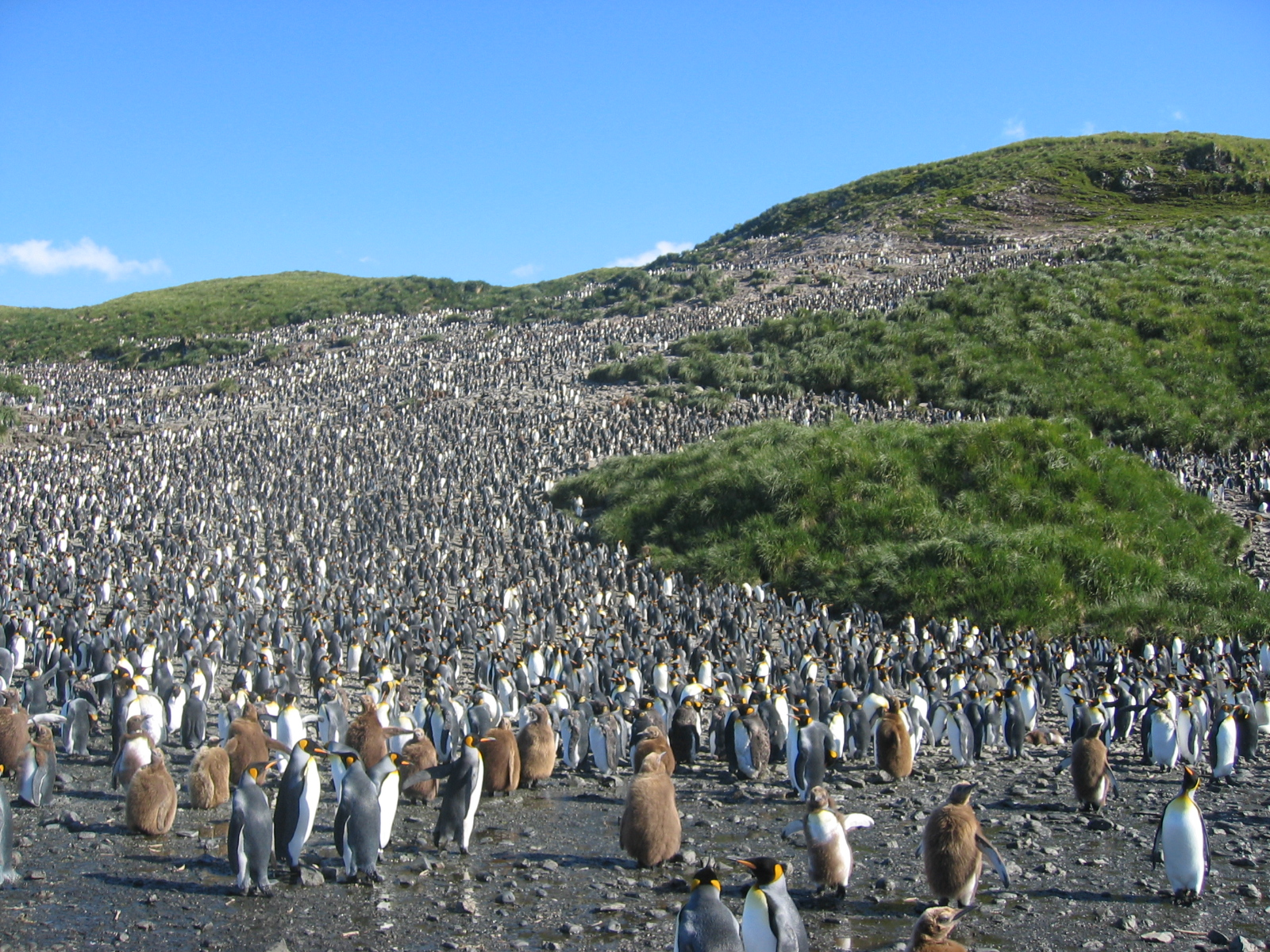
超過120,000隻國王企鵝在南喬治亞島的索爾茲伯里平原

### 鳥類
南喬治亞島棲息著許多海鳥，包括信天翁、國王企鵝，和各種其他物種的企鵝，以及海燕、鸕鶿、賊鷗、海鷗和燕鷗。該群島特有的鳥類是南喬治亞鸕鶿、南極鷚和南喬治亞長尾鷸。南喬治亞島和南桑威奇群島均被國際鳥類保護組織確定為重要鳥類區。

### 哺乳動物
海豹經常出沒在島上，在周圍的水域中可以看到鯨魚。雖然馴鹿、棕鼠和老鼠通過人類活動被引入南喬治亞島，但沒有本土哺乳動物。
老鼠在18世紀後期作為海豹捕鯨船的偷渡者被帶到島上，對當地野生動物造成了很大的破壞，摧毀了數千萬隻在地面築巢的鳥蛋和雛鳥。雖然以前島上的冰川形成了阻止老鼠傳播的天然屏障，但隨著氣候變暖，這些冰川現在正在慢慢融化。2011 年，科學家們制定了一項為期四年的計劃，以徹底根除鼠患，這將是迄今為止世界上最大的滅鼠嘗試。該項目由丹地大學的動物學家安東尼·馬丁領導，他說：“這是一個人為的問題，現在是人們糾正早期錯誤的時候了。” 2013年7月，宣佈在當年5月進行的滅鼠主要階段取得成功。在島上 70% 以上的地方投放了180 噸鼠藥brodifacoum，這是世界上有史以來規模最大的此類行動。2015年1月，三架直升機計劃再投放95噸老鼠藥。2015年6月計劃結束，島上相信“很可能”沒有老鼠。在2017/18年，南喬治亞遺產信託基金使用嗅探犬和誘餌陷阱進行了為期六個月的密集搜索，沒有發現囓齒動物存在的證據。監測將再持續兩三年。
馴鹿於1911年被挪威捕鯨者引入南喬治亞島，用於肉食和運動狩獵。2011年2月，當局宣布，由於馴鹿對本地物種的不利影響以及它們擴散到原始地區的威脅，因此將進行全面撲殺，導致島上的馴鹿被消滅。根除行動始於2013年，共殺死了3,500頭馴鹿。其餘的馴鹿都在2014/15年夏季被清除。

### 海洋生態
南喬治亞島周圍的海域具有高度的生物多樣性。在最近的一項研究（2009-2011年）中，人們發現南喬治亞島為地球上所有生態系統中生物多樣性水平最高的地區之一。在物種方面，該生態系統特有的海洋物種數量超過過了加拉帕戈斯群島等知名地區。但南喬治亞島海洋生態系統被認為是脆弱的，因為它的低溫意味著它只能非常緩慢地自我修復。

## 軍事
1982年福克蘭群島戰爭後，英國在南喬治亞島的愛德華國王角派駐軍隊。直到2001年3月，最後一個分遣隊離開南喬治亞島為止。